# 厄爾·坎伯
厄爾·布萊恩·坎伯（英語：Earle Bryan Combs, 1899年5月14日—1976年7月21日），為美國棒球运动员，司职外野手，生涯12年皆效力於美国职棒大联盟紐約洋基队。他是1927年洋基隊著名的殺手打線中的中外野手。他與此打線的另外5名球員：韋特·霍伊特、賀伯·潘奈克、湯尼·拉澤里、貝比·魯斯、盧·賈里格後來都入選名人堂。

## 早年
坎伯生於肯塔基州，小時候就對棒球有很大的熱愛。曾以樹枝做為球棒，以線纏繞旧鞋皮做成球，開始棒球运动。
1921年，他在Pine Mountain聯盟打球，打擊率高達.444。球季結束，他轉到美國協會的小聯盟球隊路易斯維爾上校隊（和大聯盟的路易斯維爾上校不同）打球。1922年和1923年，他的打擊率分別是.344和.380。

## 大聯盟生涯
1924年，洋基以5萬美元（今71萬3981美元）簽下坎伯。他於4月16登上大聯盟，不過他在6月15日滑壘受傷整季報銷。菜鳥年只待了2個月，就繳出打擊率4成的成績。
隔年，洋基教頭米勒·哈金斯讓坎伯擔任開路先鋒。該年打擊率为.325。1927年為坎伯的生涯年，單季231支安打，打擊率为.356，23支三壘安打領先全聯盟，洋基也靠著殺手打線的發威拿下單季114勝，最後拿下世界大賽冠軍。1928年，坎伯打擊率为.310，在MVP票選拿到第6。1929年和1930年，他的打擊率分別是.345和.344。
1934年7月，坎伯發生嚴重的意外，他在追逐飛球時撞上中外野的大牆，造成頭蓋骨碎裂，肩膀膝蓋受傷，他也差點死於這場意外。1935年，坎伯想要重回球場，不過舊傷復發。1936年球季，洋基決定將中外野位置讓給新秀喬·迪馬喬。坎伯只好在36歲時宣布退休。
坎伯生涯打擊率为.325，而且他沒有任何一個球季打擊率低於.299。坎伯在世界大賽的打擊率為.350，上壘率.443。
退休後，坎伯擔任洋基隊的指導教練，指導他的接班人迪馬喬。他待在洋基隊的教練團直到1944年，1947年擔任布朗隊（今金鶯隊）的指導教練，1948年到1952年擔任紅襪隊的指導教練。1953年，他從指導教練身分退休。不過1954年又回到費城人隊擔任指導教練。

## 晚年
坎伯有3個兒子，小厄爾、查爾斯和唐納。1970年，坎伯入選名人堂。坎伯在受訪時說道：「名人堂應該是給超級巨星進入的，而不是我這種泛泛之輩。」1976年，77歲的坎伯去世，葬在里奇蒙公墓。

## 外部連結
- 球員資訊和成績在MLB，ESPN，Retrosheet ，Baseball Reference ，Baseball Reference (Minors) ，Fangraphs ，The Baseball Cube （英文）